# (5196) Bustelli
Pour les articles homonymes, voir Bustelli.
(5196) Bustelli est un astéroïde de la ceinture principale.

## Description
(5196) Bustelli est un astéroïde de la ceinture principale. Il fut découvert le 30 septembre 1973 à l'observatoire Palomar par Cornelis Johannes van Houten, Ingrid van Houten-Groeneveld et Tom Gehrels. Il présente une orbite caractérisée par un demi-grand axe de 2,70 UA, une excentricité de 0,14 et une inclinaison de 13,2° par rapport à l'écliptique.

## Compléments